# فینسترولده
فینسترولده (به هلندی: Finsterwolde) یک منطقهٔ مسکونی در هلند است که در شهرستان الدآمبت واقع شده‌است. فینسترولده ۲٬۵۱۵ نفر جمعیت دارد.